# Melbert Rocks
Melbert Rocks är en kulle i Antarktis. Den ligger i Västantarktis. Nya Zeeland gör anspråk på området. Toppen på Melbert Rocks är 622 meter över havet.
Terrängen runt Melbert Rocks är platt åt nordväst, men åt sydost är den kuperad. Trakten är obefolkad. Det finns inga samhällen i närheten.